# Drepanostachyum membranaceum
Drepanostachyum membranaceum är en gräsart som först beskrevs av Tong Pei Yi, och fick sitt nu gällande namn av De Zhu Li. Drepanostachyum membranaceum ingår i släktet Drepanostachyum och familjen gräs. Inga underarter finns listade i Catalogue of Life.